# Paraletes
Paraletes är ett släkte av spindlar. Paraletes ingår i familjen täckvävarspindlar.
Kladogram enligt Catalogue of Life:
| Paraletes | \| \| Paraletes pogo \| \| \| \| \| \| Paraletes timidus \| \| \| \| |
|           | \| \| Paraletes pogo \| \| \| \| \| \| Paraletes timidus \| \| \| \| |
|           | Paraletes pogo                                                       |
|           |                                                                      |
|           | Paraletes timidus                                                    |
|           |                                                                      |